# Bionicle (jeu vidéo, 2003)
Bionicle (Bionicle: The Game) est un jeu vidéo d'action-aventure développé par Argonaut Sheffield et édité par Electronic Arts, sorti en 2003 sur Windows, Mac, GameCube, PlayStation 2, Xbox et Game Boy Advance.
Il est basé sur la gamme de jouets Lego du même nom et en partie sur le film d'animation Bionicle : Le Masque de Lumière.

## Accueil
- Jeuxvideo.com : 7/20 (PS2/GC/XB)[1] - 7/20 (PC)[2]